# Jan van Heinsberg

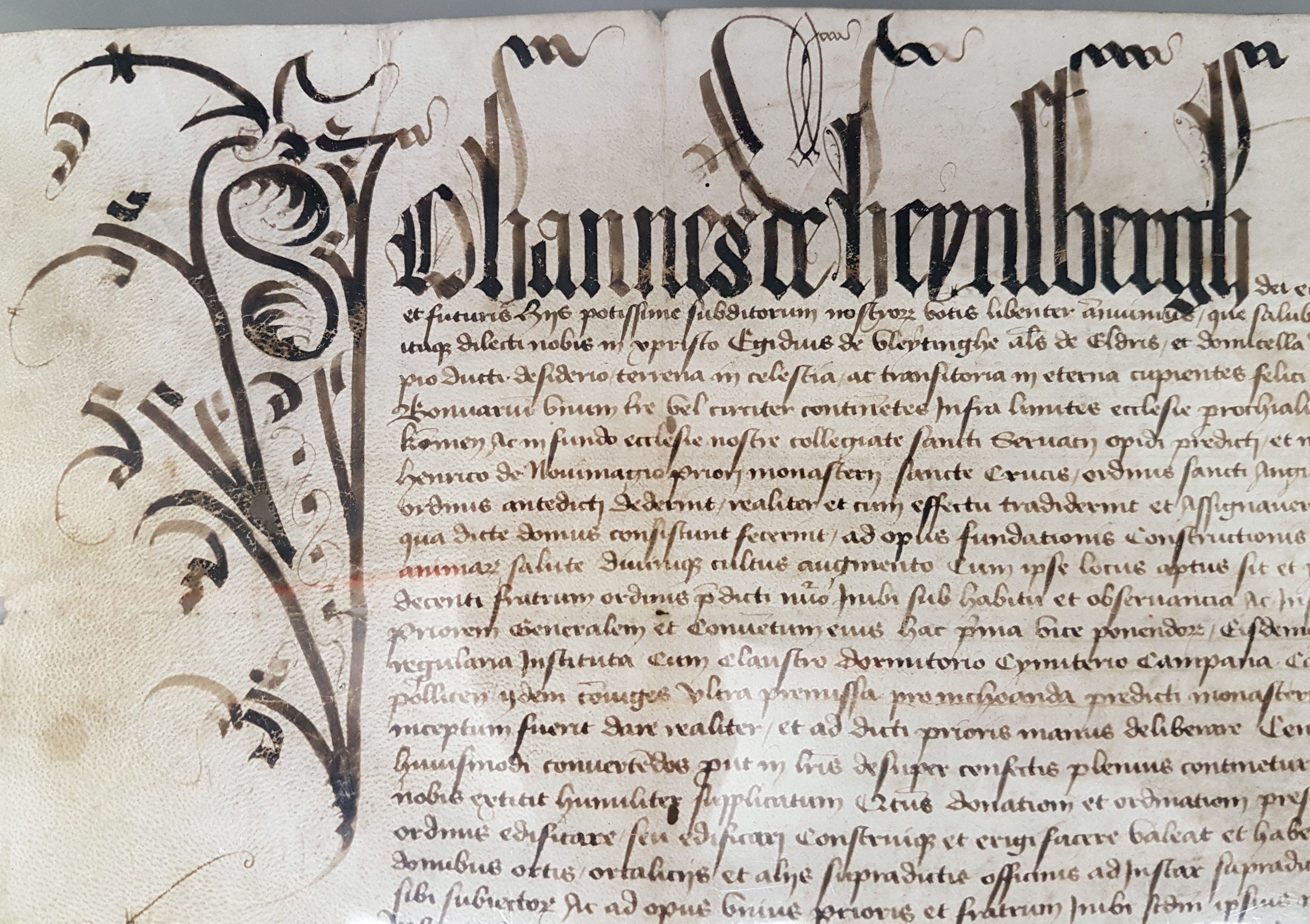
Jan van Heinsberg ("Johannes de Heynsbergh") geeft op 4 jan 1438 toestemming voor de stichting van het Kruisherenklooster in Maastricht

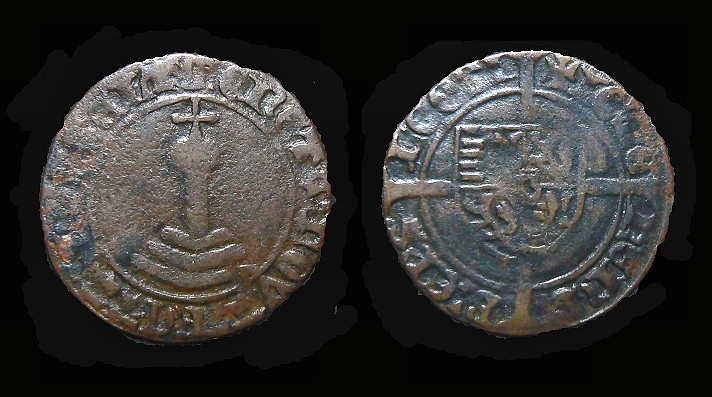
Luikse munt met perroen en wapen Jan van Heinsberg

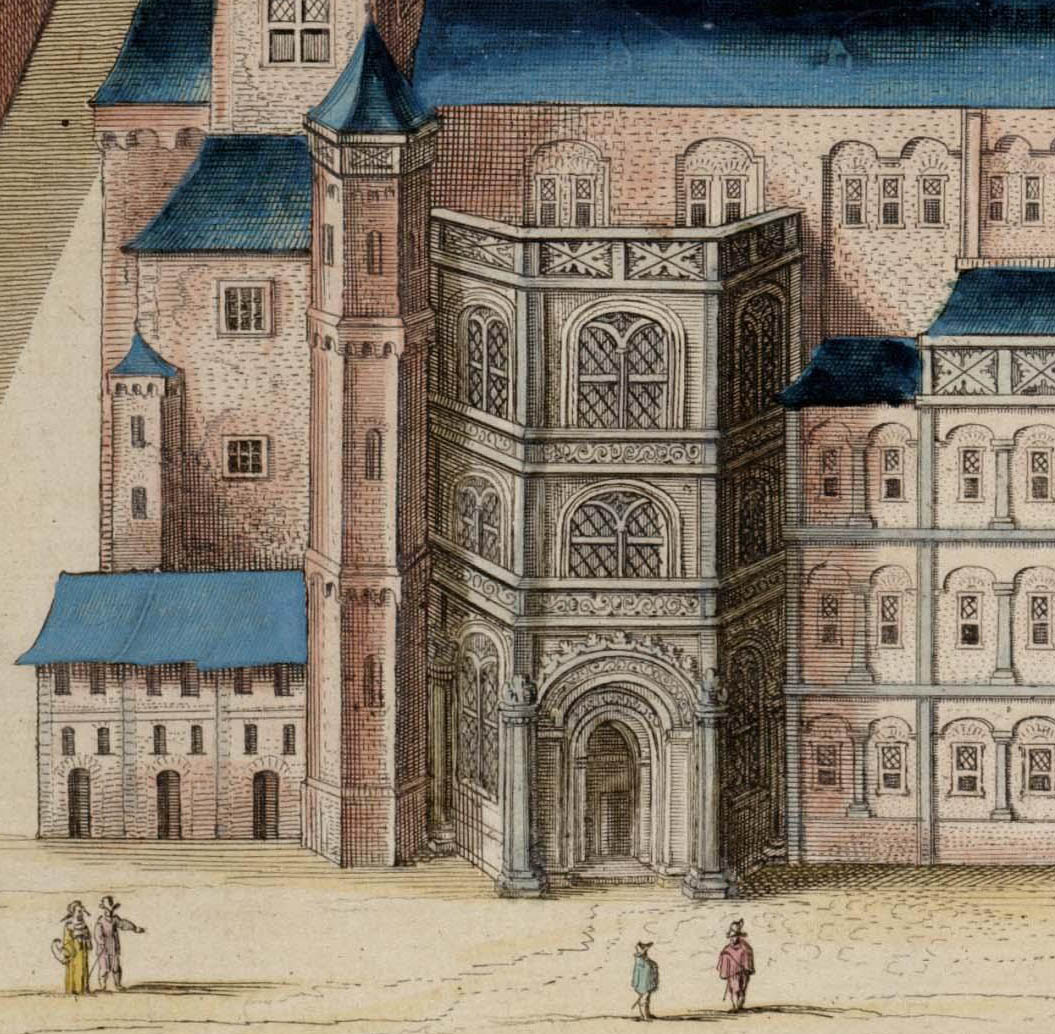
Portaal van het Paleis van de Prins-bisschoppen in Luik, in 1449 gebouwd door Jan van Heinsberg (gravure van Joan Blaeu, ca. 1650)

Jan van Heinsberg, ook wel Johan van Loon-Heinsberg (1396 - 18 oktober 1459) was een vooraanstaand geestelijke in de Bourgondische Nederlanden. Hij was onder andere proost van het kapittel van Sint-Servaas te Maastricht en het Domkapittel te Aken en van 1419 tot zijn aftreden in 1455 de 57e bisschop van Luik.

## Levensloop
Jan van Heinsberg was een telg uit een vooraanstaande adellijke familie, die afstamde van de graven van Loon. Hij was de zoon van Jan II, heer van Heinsberg en Blankenberg (1360-1438), en Margaretha van Gennep (†1419). Zijn broer Jan III werd in 1438 heer van Heinsberg en zijn zus Jacoba in 1446 abdis van Thorn. Een andere zus, Maria, huwde in 1440 Jan IV van Nassau en werd zo de overgrootmoeder van Willem van Oranje.
In 1411 ging Jan studeren aan de universiteit van Keulen. Hij was toen al proost van de Dom van Aken en van de Sint-Servaaskerk in Maastricht. Hij is dan ook kanunnik van het kathedraal kapittel van Luik en aartsdiaken van Kempenland.
Op 16 Juni 1419, op 23-jarige leeftijd, werd hij gekozen tot bisschop van Luik, waarna hij het proostschap in Aken en Maastricht moest neerleggen. In december van datzelfde jaar vond de plechtige installatie plaats in de Sint-Lambertuskathedraal van Luik. In 1422 nam hij als bisschop van Luik deel aan een veldtocht tegen de Hussieten. In 1423 vond een kerkelijke synode plaats in Keulen. Een poging de daar genomen besluiten over de kerkelijke tucht door te zetten in zijn bisdom, mislukte.
In 1425 was Jan van Heinsberg misnoegd over de stichting van de oude universiteit van Leuven. Hij verloor aan macht, omdat het kapittel van de Sint-Pieterskerk haar kapittelschool sloot en, meer nog, omdat het kapittel juridische bevoegdheden afstond aan de universiteit. De bisschop verloor dus inkomen in Leuven. Hij ging in Rome in proces tegen de stichting van de universiteit. Hij dreigde ermee het hele kapittel van Sint-Pieter in de ban van de kerk te slaan. Zo ver is het allemaal niet gekomen. De bisschop van Luik was immers kerkelijk bevoegd in Leuven, aangezien het aartsbisdom Mechelen-Brussel nog niet bestond.
In 1429 voerde hij oorlog tegen het graafschap Namen, dat toen al enige jaren onder Bourgondisch bestuur stond. In 1438, na de dood van bisschop Rhabanus van Helmstatt, nam hij tijdelijk het bestuur waar over het bisdom Trier. In 1444 ondernam hij een bedevaart naar het Heilige Land, maar moest die tocht vanwege dreigend gevaar al in Kreta afbreken. In 1445 vaardigde hij synodale besluiten uit die regels inhielden betreffende de praktische theologie en de bediening van de sacramenten in zijn bisdom. Dit was een codificatie van de oorspronkelijke statuten uit 1288 met wijzigingen uit latere jaren. Zo probeerde hij de kerkelijke discipline te verstevigen.
Ondertussen kregen de Bourgondische hertogen steeds meer invloed in het bisdom Luik. Uit angst hun onafhankelijkheid te verliezen kwam het volk van Luik in opstand, maar deze werd neergeslagen. In 1448 probeerde een Maastrichtse Franciscaan hem met pijl-en-boog van het leven te beroven. De pater werd in Luik ter dood gebracht. Uiteindelijk werd Jan door Filips de Goede gedwongen af te treden, om plaats te maken voor Filips' neef Lodewijk van Bourbon. Jan trachtte nog hulp te krijgen van koning Karel VII van Frankrijk, maar zijn eigen kapittel keerde zich tegen hem en stuurden gezanten naar Rome om de paus ertoe te bewegen hem af te zetten, wat in november 1455 lukte.
Jan trok zich vervolgens op zijn Heinsbergse bezittingen terug, waarvan hij in 1422 van zijn vader het vruchtgebruik had gekregen. Na de vroegtijdige dood van zijn broer Jan III van Heinsberg (in 1443) en diens zoon Jan IV (in 1448), nam hij de zaken waar voor zijn nichtje en erfopvolgster Johanna. In deze periode resideerde hij ook weer vaker in Maastricht, waar hij blijkbaar nog een huis bezat.
Jan van Heinsberg overleed op 18 oktober 1459 in Kuringen bij Hasselt terwijl hij op doorreis was naar Brussel. Als telg van de laatste heren van Heinsberg werd hij in de familiegrafkelder in de Sint-Gangulfuskerk te Heinsberg begraven.
Zijn tijdgenoten oordeelden niet onverdeeld gunstig over zijn episcopaat. Zo zou hij te werelds en prachtlievend zijn geweest. Volgens sommige bronnen liet hij 65 onwettige kinderen na, waaronder Filippine van Heinsberg, die gehuwd was met Jan van Bunde, uit het Huis Horne.
- Gemeinsame Normdatei: 189442301
- Virtual International Authority File: 220672601